# Werner Blumenberg
Werner Blumenberg (né le 21 décembre 1900 à Hülsede et mort le 1er octobre 1965 à Amsterdam) est un historien allemand, fondateur et coordinateur du mouvement de résistance Front socialiste (de).

## Biographie

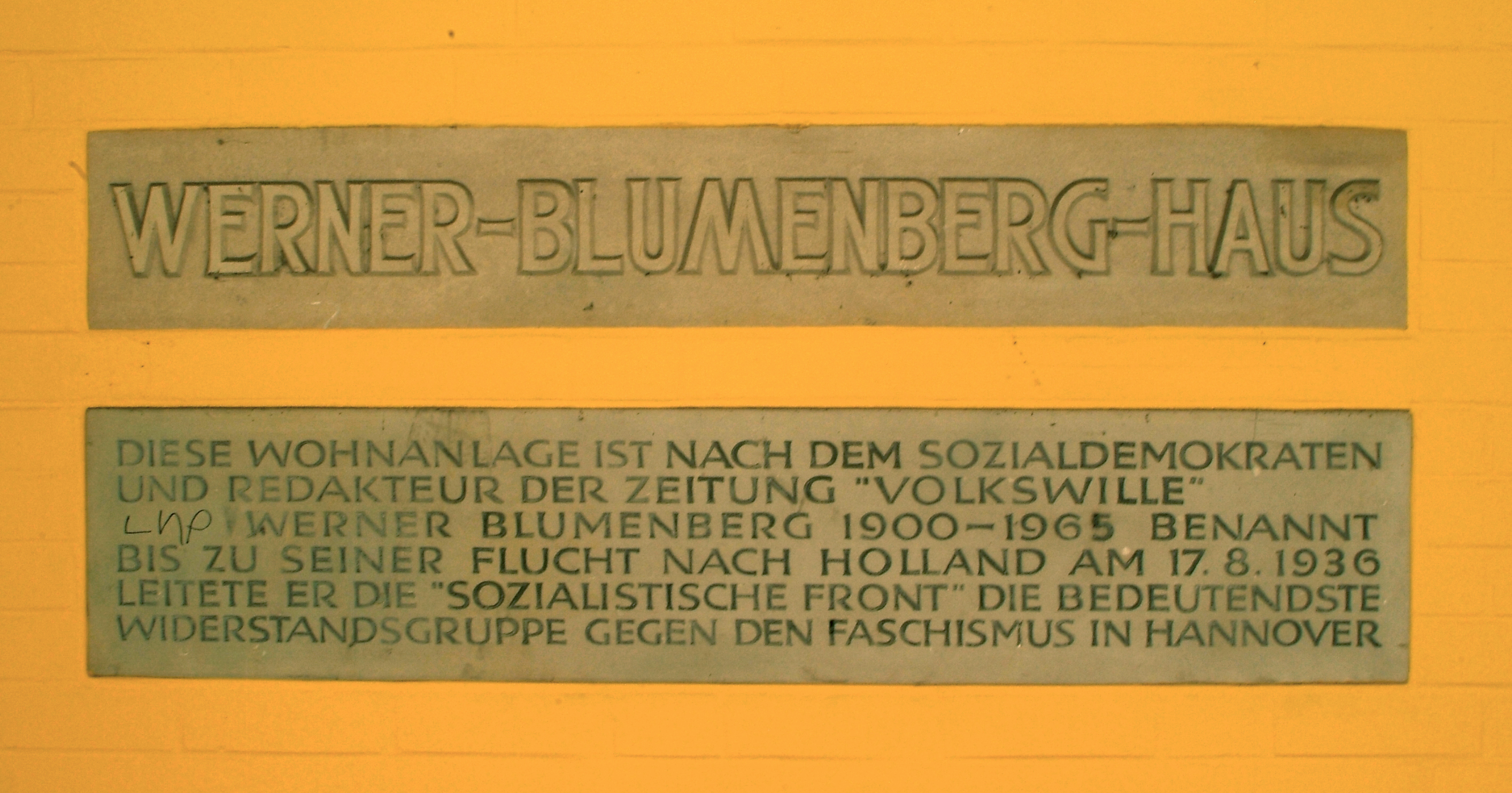
Plaque commémorative à la Maison Werner-Blumenberg à Linden-Nord

Werner Blumenberg est le fils du théologien Wilhelm Blumenberg (de). À partir de 1919, il étudie la théologie, la philosophie et l'histoire orientale dans les universités de Marbourg et de Göttingen. Il doit interrompre ses études pour des raisons financières. Blumenberg travaille ensuite dans la mine de potasse de Ronnenberg. En raison d'un accident du travail, Blumenberg est contraint d'accepter un emploi de veilleur de nuit.
Blumenberg devient membre du Parti social-démocrate d'Allemagne (SPD) dès 1920. Parallèlement à son travail de veilleur de nuit, il commence à écrire des articles pour des journaux sociaux-démocrates. Blumenberg est rédacteur en chef du Volksblatt Göttingen (de) de 1925 à 1927. À partir de 1928, il devient rédacteur local de Volkswille (de), publié à Hanovre. Pendant son temps libre, il apparait souvent comme porte-parole du SPD régional.
Engagé dès 1933 dans la résistance allemande au nazisme, Blumenberg publie les Sozialistische Blätter (de) clandestins en 1933-1934 et organise le Front socialiste (de). Lorsque ce groupe de résistance social-démocrate relativement important est découvert par la Gestapo, Werner Blumenberg réussit à s'enfuir en Hollande dans la nuit du 16 au 17 août 1936. Il ne retourne jamais en Allemagne.
De 1945 à 1965, il dirige le département Allemagne de l’Institut international d’histoire sociale d’Amsterdam.

## Honneurs

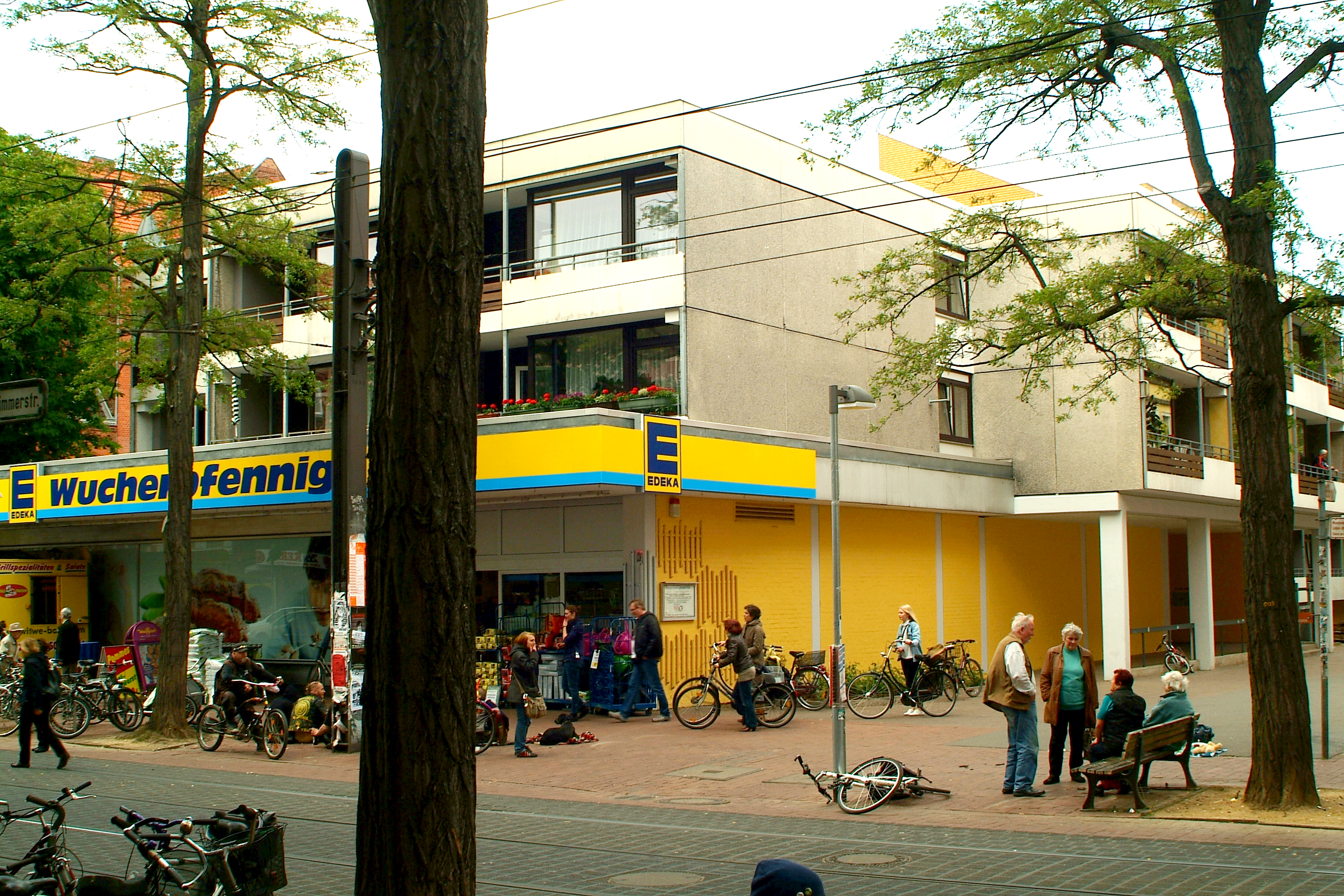
Façade de la maison Werner Blumenberg sur la Limmerstraße

qui rappellent le nom du démocrate :
- Depuis 1974, le complexe résidentiel pour personnes âgées Werner-Blumenberg-Haus à Hanovre, sur la Pfarrlandplatz entre Velvetstrasse et Pfarrlandstrasse
- le Werner-Blumenberg-Weg à Hanovre-Wettbergen depuis 1984[9].
- En mai 2022, la ville de Hanovre dévoile une plaque municipale contenant des données biographiques sur son ancienne maison de Hanovre, Spilckerstrasse 2[10].

## Publications (sélection)
- Ein unbekanntes Kapitel aus Marx’ Leben. Briefe an die holländischen Verwandten. Dans: International Review of Social History. Volume 1, 1956, Nr. 1, p. 54–111.
- avec Edmund Silberner (de), Briefwechsel. Moses Hess. Mouton & Co., Den Haag 1959 (= Quellen und Untersuchungen zur Geschichte der deutschen und österreichischen Arbeiterbewegung. Band 2).
- Kämpfer für die Freiheit. Nachf. J. H. W. Dietz, Berlin/ Hanovre, 1959.
- Karl Kautskys literarisches Werk. Eine bibliographische Übersicht. Hrsg. von Internationaal Instituut voor Sociale Geschiedenis, Amsterdam. Mouton & Co., Den Haag 1960.
- Karl Marx in Selbstzeugnissen und Bilddokumenten. Rowohlt Taschenbuch Verlag, Reinbek bei Hamburg 1962 (=rowohlts monographien. Volume 76); 28e édition, 2004.
- Het leven van Karl Marx. 1963–1965. Mit einer Vielzahl an Übersetzungen.
- August Bebels Briefwechsel mit Friedrich Engels. Mouton & Co., London/ Demn Haag 1965 (=Quellen und Untersuchungen zur Geschichte der deutschen und österreichischen Arbeiterbewegung. Volume 4).